# رئیس ستاد (مجموعه تلویزیونی)
رئیس ستاد (انگلیسی: Chief of Staff; کره‌ای: 보좌관) یک مجموعهٔ تلویزیونی کره جنوبی سال ۲۰۱۹ با بازی لی جونگ جه، شین مین آ، لی الیجا، کیم دونگ جون، جونگ جین یونگ، کیم کپ سو، جونگ وونگ این، ایم وون هی، جونگ مان-شیک، پارک هیو-جو و جو بوک ره است. فصل اول از ۱۴ ژوئن تا ۱۳ ژوئیه ۲۰۱۹ از جی‌تی‌بی‌سی پخش شد. فصل دوم از ۱۱ نوامبر تا ۱۰ دسامبر ۲۰۱۹ پخش شد.

## بررسی اجمالی
| فصل | قسمت‌ها | قسمت‌ها | تاریخ اصلی روی آنتن رفتن | تاریخ اصلی روی آنتن رفتن | زمان پخش                            |
| فصل | قسمت‌ها | قسمت‌ها | اولین بار                | آخرین بار                | زمان پخش                            |
| --- | ------ | ------ | ------------------------ | ------------------------ | ----------------------------------- |
| ۱   | ۱۰     | ۱۰     | ۱۴ ژوئن ۲۰۱۹             | ۱۳ ژوئیه ۲۰۱۹            | جمعه و شنبه ساعت ۲۳:۰۰ (کی‌اس‌تی)     |
| ۲   | ۱۰     | ۱۰     | ۱۱ نوامبر ۲۰۱۹           | ۱۰ دسامبر ۲۰۱۹           | دوشنبه و سه‌شنبه ساعت ۲۱:۳۰ (کی‌اس‌تی) |

## بازیگران

### اصلی
- لی جونگ جه در نقش جانگ ته جون[۶]
- شین مین آ در نقش کانگ سون یونگ[۷][۸]
- لی الیجا در نقش یون هه وون[۹]
- کیم دونگ جون در نقش هان دو کیونگ[۱۰]
- جونگ جین یونگ در نقش لی سونگ مین (فصل ۱)[۱۱]
- کیم کپ سو در نقش سونگ هی سوپ[۱۱]
- جونگ وونگ این در نقش اوه وون شیک[۱۱]
- ایم وون هی در نقش گو سوک مان (فصل ۱)[۱۱]
- جونگ مان-شیک در نقش چوی کیونگ چول (فصل ۲)
- پارک هیو-جو در نقش لی جی اون (فصل ۲)
- جو بوک ره در نقش یونگ جونگ یول (فصل ۲)

## تولید
- اولین جلسه فیلم‌نامه خوانی در ۲۶ مارس ۲۰۱۹ در سئول، کره جنوبی انجام شد.[۱۲]
- این مجموعه، بازگشت لی جونگ جه به تلویزیون پس از ده سال بود.[۱۳]